# Cosmografie

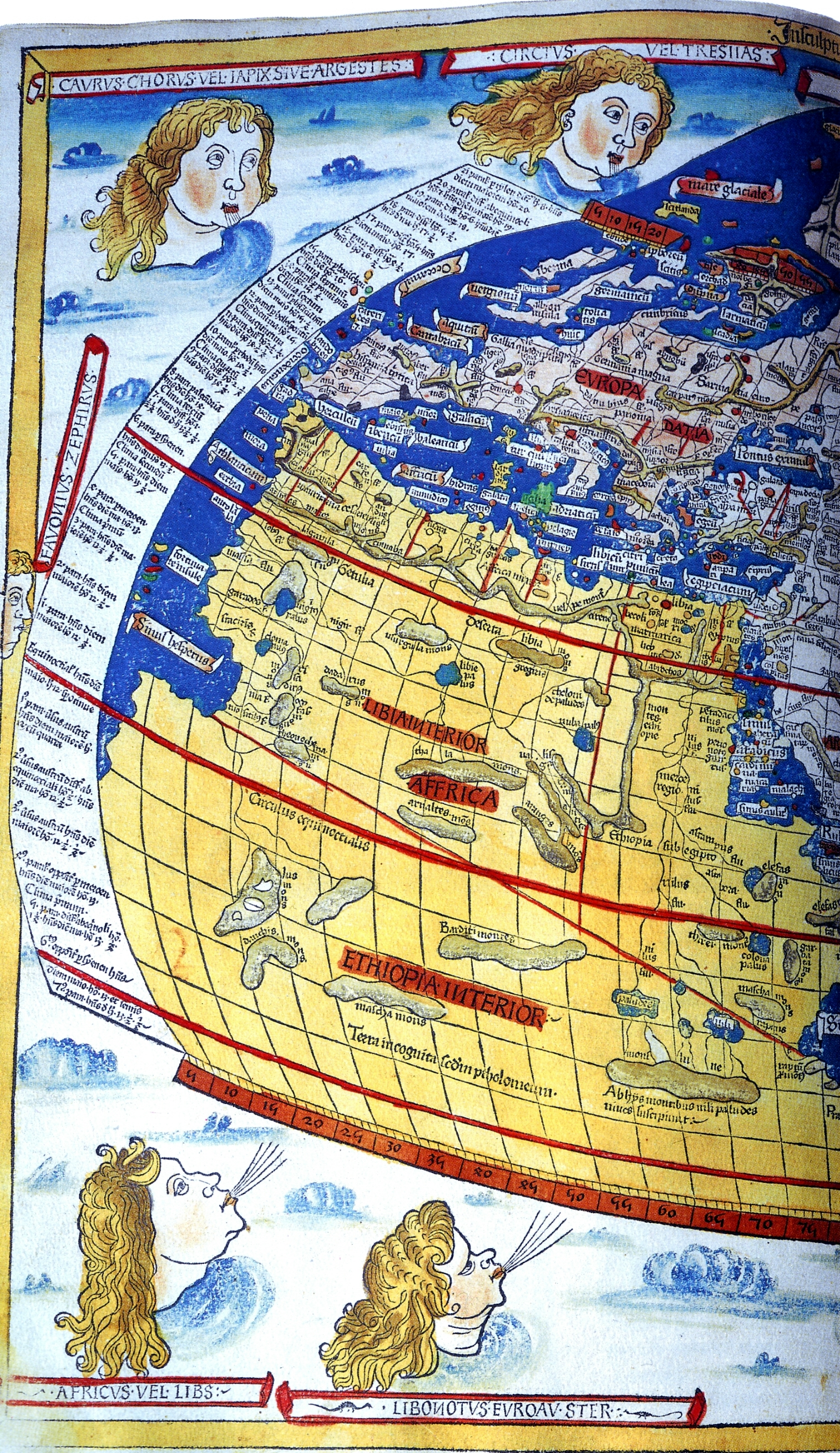
Cosmografia lui Ptolemeu, hartă de Nicolaus Germanus, 1482

Cosmografia (din cuvintele grecești κόσμος - kosmos, „cosmos” și γραφή - grafe, „descriere”) este o ramură a astronomiei, care se ocupă cu descrierea corpurilor și fenomenelor cerești așa cum sunt cunoscute din observații, fără interpretare sau explicare.
Termenul cosmografíe apare pentru prima dată în opera lui Claudius Ptolemeu în secolul al II-lea d.Hr., deși sumerienii au dezvoltat conceptul de munte universal născut din haosul care a fost întruchipat artistic în zigurat, iar în Egiptul Antic diferite elemente ale universului au fost întruchipate în zeități antropomorfe, cum ar fi zeița-cer Nut, reprezentată cu corpul arcuit împânzit cu stele și despărțită de soțul ei, zeul-pământ Geb, înconjurat de zeul-aer Shu. Cosmografia tradițională hindusă, budistă și jainistă reprezină un univers schematic centrat pe Muntele Meru înconjurat de râuri, continente și mări. Aceste cosmografii postulează un univers ca fiind creat repetat și distrus peste cicluri de timp de lungimi imense.
Cosmografii din perioada modernă timpurie (Mercator etc.) au dezvoltat cosmografia din ce în ce mai mult în direcția științelor moderne: geografie, topografie, cartografie și astronomie. Din această perioadă (după 1500) apar primele reprezentări cartografice ale continentelor și prezentarea Pământului sub formă de glob. 
În 1551 Martín Cortés de Albacar din Zaragoza, Spania, a publicat Breve compendio de la esfera y del arte de navegar. Tradus în limba engleză și retipărită de mai multe ori, lucrarea a avut o mare influență în Marea Britanie timp de mai mulți ani. El a propus diagramele sferice și a menționat abaterile magnetice și existența unor poli magnetici.
Un număr de cercetători și oameni de știință au fost cosmografi: Anonymus Ravennas (secolul al VII-lea), Martin Behaim (1459-1507), Martin Waldseemüller (circa 1470-1521), Sebastian Münster (1488-1552), Petrus Apianus (1495-1552), Gerardus Mercator (1512-1594), Livio Sanuto (1520-1576), Ignazio Danti (1536-1586), Alain Manesson Mallet (1630-1706), Vincenzo Coronelli (1660-1718).
În prezent, în astrofizică, termenul „cosmografie” începe să fie folosit pentru a descrie încercările de a determina geometria pe scară largă și cinematicii ale universului observabil, independent de orice model sau teorie cosmologică specifică. 

## Legături externe
- it Claudius Ptolomeu, Cosmografia - www.scrinium.org Accesat la 4 decembrie 2014
- la Francesco Barozzi, Cosmographia - books.google.es Accesat la 4 decembrie 2014

## Vezi și
Cosmologie